# Koro no Daisanpo
Koro no Daisanpo (コロの大さんぽ Koro no Daisanpo?, lit. La gran caminata de Koro), es un cortometraje de animación japonés de 2002. Hayao Miyazaki de Studio Ghibli es el escritor y director. La película trata sobre Koro, el cachorro, que huye de su amante, experimenta algunas aventuras en la ciudad y que finalmente regresa feliz a su hogar. La película se muestra exclusivamente en el Museo Ghibli en Japón.